# Cristofano Gherardi

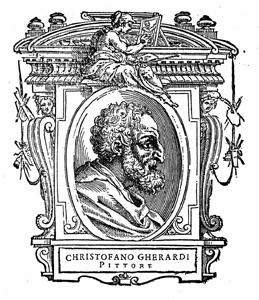
Cristofano Gherardi, 1555.

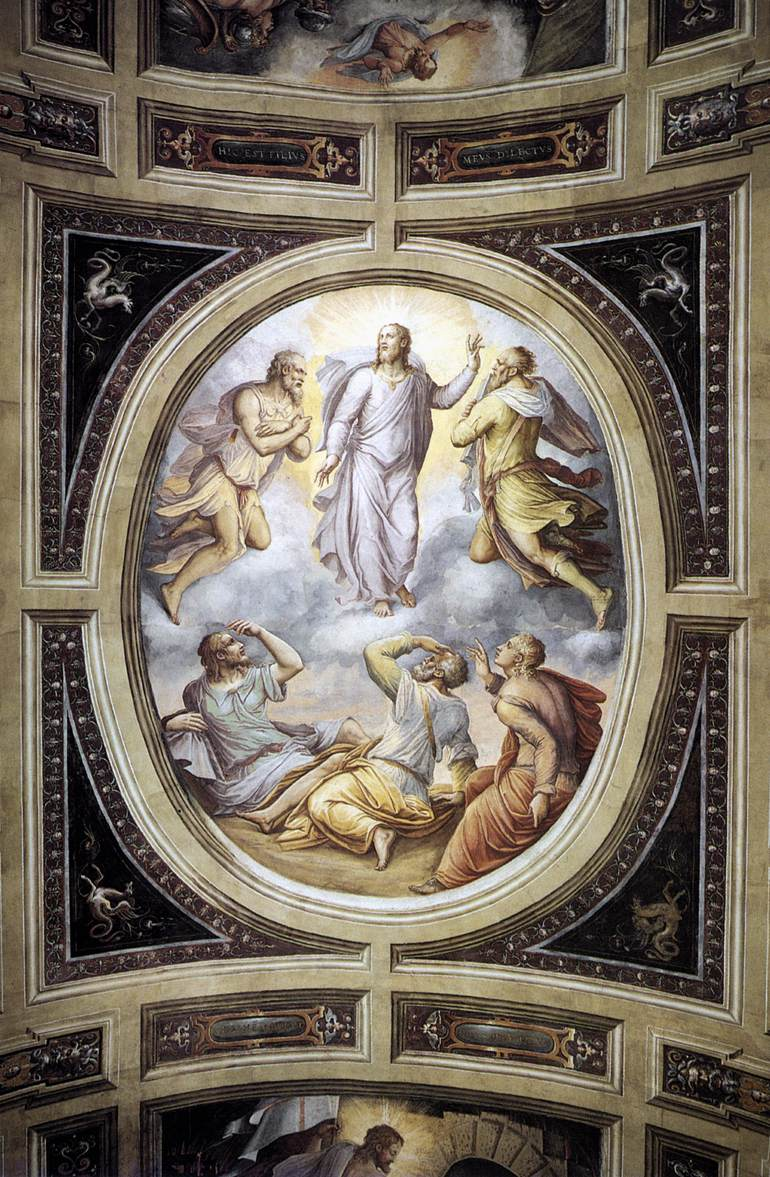
Transfiguration, 1555, Diözesanmuseum, Cortona

Cristofano Gherardi (* 25. November 1508 in Borgo San Sepolcro; † 4. April 1556 in Sansepolcro), auch Cristoforo Gherardi und Doceno (oder Il Doceno) genannt, war ein italienischer Maler des Manierismus in der  Spätrenaissance. Der Schwerpunkt seines Schaffens lag in Florenz und der umgebenden Toskana.

## Leben und Werk
Gherardi war der Schüler des Malers Raffaellino del Colle, durch den er weiteren bekannten Malern wie Rosso Fiorentino und Giorgio Vasari begegnete. Anschließend  wurde er Assistent von Vasari, der ihn 1536 nach Florenz einlud, um bei der Herstellung der Dekorationen für den feierlichen Einzug Karls V. in Florenz mitzuhelfen. 1537 wurde Gherardi aus Florenz verbannt, da er verdächtigt wurde sich gegen die Medici verschworen zu haben. Er fand Zuflucht im nahe gelegenen päpstlichen Valtiberina (San Giustino, Città di Castello). Nach Aufhebung der Verbannung (1554) arbeitete er in Florenz mit Vasari am Palazzo di Sforza Almeni und dem Zimmer der Elemente im Palazzo Vecchio.
Zu seinen Hauptwerken gehören die Arbeiten am Schloss der Bufalini in San Giustino und an den beiden Vitelli-Palästen in Cannoniera und San Giacomo in Città di Castello.